# Neerloon
Neerloon (Brabants: Nerloewen, Lôn) is een dorp in de gemeente Oss, in de Nederlandse provincie Noord-Brabant.

## Toponymie
Het woord "loon" komt van "loo" en betekent "bos". Neerloon ligt benedenstrooms van de Maas, in tegenstelling tot Overloon. Vroeger gebruikte men ook wel de benaming: "Loon aan de Maas", aangezien Overloon meer landinwaars ligt.

## Geschiedenis
Aangezien Neerloon direct aan de Maas ligt, is deze rivier van groot belang geweest voor de geschiedenis van het dorp. Neerloon is een van de drie plaatsen in Noord-Brabant waar vroeger een doorwaadbare plaats in de rivier lag.
De Romeinen maakten al gebruik van deze doorloopbare plaats, die in het Latijn een statio wordt genoemd. De Staaystraat herinnert nog hieraan.
De oudste vermelding van de nederzetting Neerloon stamt uit 1191.
De Maas kronkelde door het landschap en had vele bochten. Tussen 800 en 1200 was het dorp omgeven door het water en was Neerloon dus een eiland.
In de late Middeleeuwen, vanaf 1334, vormde Neerloon een Land van Cuijkse enclave in het Land van Ravenstein. Helemaal aan de andere kant van het Land van Cuijk lag een ander Loon: Overloon. Van 1358 dateert de eerste schepenoorkonde.
Het patronaatsrecht van Neerloon behoorde toe aan het kapittel van de Sint-Victorkerk te Xanten. Dit is de reden waarom de parochiekerk van Neerloon aan deze heilige is gewijd. Reeds in de 13e eeuw bezat dit kapittel een hoeve te Neerloon. De Sint-Victorkerk werd voor het eerst in 1405 genoemd als quarta capella.
Neerloon had veel te lijden van overstromingen door de Beerse Maas. In 1803 werd een kade aangelegd die de Polder van Neerloon hiertegen moest beschermen. Niettemin vond er in 1820 een ernstige overstroming plaats die de parochiekerk goeddeels verwoestte.
Van 1811 tot 1923 maakte Neerloon deel uit van de gemeente Huisseling en Neerloon. Daarna werd de gemeente geannexeerd door Ravenstein, die op zijn beurt in 2003 werd geannexeerd door Oss.

## Bezienswaardigheden

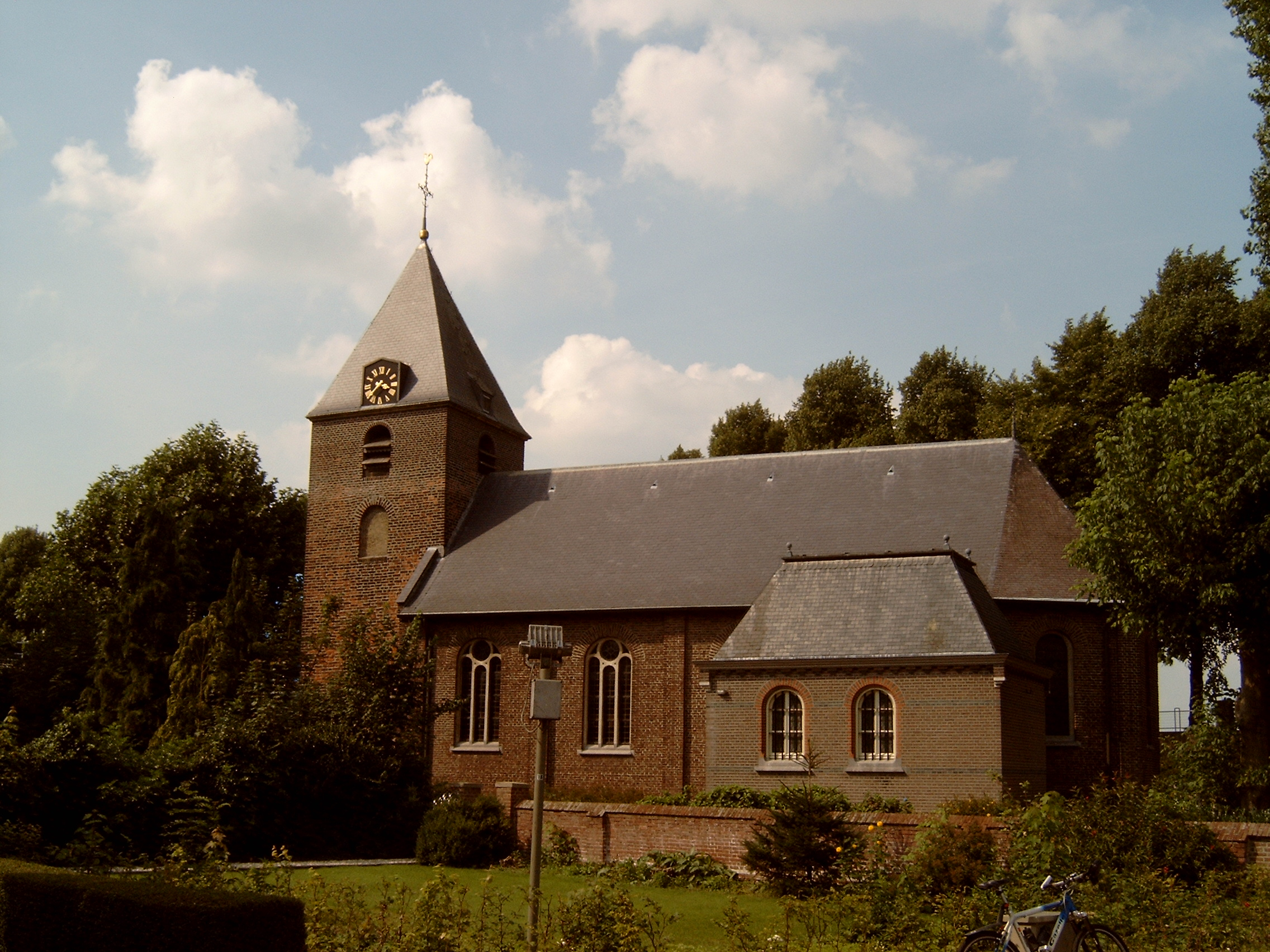
Neerloon, kerk

- De Sint-Victorkerk heeft een eenvoudige vierkante 14e-eeuwse toren waarvan het onderste deel opgetrokken is uit tufsteen. Het kerkje is nooit in Hervormde handen gekomen, aangezien in het Land van Ravenstein godsdienstvrijheid heerste. In 1520 waren er drie altaren. In 1649 moest de kerk echter een schatting betalen en een groot deel van de inventaris ging toen verloren. Schip en koor gingen verloren tijdens de overstroming van 1820 en werden vanaf 1821 herbouwd. De toren werd toen verhoogd en de nieuwe galmgaten ervan bevinden zich boven de dichtgemetselde oude. De kerk werd in 1824 in gebruik genomen en pas in 1848 ingewijd. In de kerk bevindt zich een Smits-orgel uit 1848. Het kerkje heeft een verlaagd altaar uit omstreeks 1700 en een communiebank in Lodewijk XVI-stijl. Ook is er een levensgroot beeld van Sint-Victor uit het midden van de 19e eeuw. Boven de ingang staat in het Latijn en Middelnederlands: En synghen: Victor, syt gegruyt In der ewigen glorien: Want dyn naem die is soe zuyt: Victor van victorien.
- Voormalige lagere school uit 1916, ontworpen voor 19 leerlingen. Het bevindt zich nog in vrijwel de oorspronkelijke staat.
- Het opvallende Heilig Hartbeeld op de Maasdijk, uit 1943. Vervaardigd door Albert Meertens is dit een van de latere Heilig-Hartbeelden, daar de meeste uit de jaren 30 van de 20e eeuw stammen.

## Natuur en landschap
Neerloon ligt aan de Maas. Door de Maasverbeteringswerken zijn de Loonse Uiterwaarden in de jaren 30 van de 20e eeuw afgesneden van het dorp en deze zijn in 1958 bij Balgoij in de toenmalige Gelderse gemeente Overasselt gevoegd. Verder bestaat de omgeving van Neerloon uit een polder.

## Nabijgelegen kernen
Overlangel, Ravenstein